# Contrafactum
Em música vocal, contrafactum é a substituição de um texto por outro sem mudança significativa na música. Enquanto traduções de canções geralmente não constituem uma substituição de texto, exemplos de contrafacta incluem uma canção que já possui letra receber um novo poema, como nos hinos protestantes. Outro exemplo são paródias, especialmente satíricas, como as praticadas pelo músico estado-unidense "Weird Al" Yankovic.
Foi usado no Renascimento para a substituição de textos seculares por sacros, sendo um de seus expoentes o músico e poeta Aquilino Coppini. Já na Reforma Protestante, foi usado para adaptar textos católicos à visão luterana.